# José Cosmen Adelaida
José Francisco Cosmen Adelaida (Cangas del Narcea, 10 de octubre de 1928 - Oviedo, 1 de diciembre de 2013) fue un empresario asturiano, presidente de ALSA.

## Trayectoria familiar
La familia Cosmen, asentada en Leitariegos desde el siglo XVI al menos, se había introducido en el transporte de viajeros y mercancías desde el siglo XVII, cuando Bernardo Cosmen, de Leitariegos, logró, en 1614, una licencia del Monasterio de Corias para faenar en los mercados. Gaspar Melchor de Jovellanos, haciéndose eco de la tradición oral, señala que la familia Cosmen ya estaba asentada en Leitariegos desde el siglo XII d. C. habiendo recibido una concesión de la reina Doña Urraca, quien al cruzar el puerto que separa Asturias con León, se alojó en casa de José Cosmen, quien sacrificó una vaca para alimentar al séquito real. La Reina, en agradecimiento, eximió a los vecinos del pueblo del pago de alcábalas, martiniegas, servicios y portazgos. La historia de los Cosmen ha sido estudiada por Joaquín Ocampo Suárez-Valdés, historiador económico de la Universidad de Oviedo. En 1918, Secundino Cosmen fundó en Cangas del Narcea, La Popular SA, dedicada al transporte de mercancías y pasajeros. Tras disolverse la sociedad, fundó la empresa Cosmen. Era hermano del dominico fray Basilio Cosmen. La familia Adelaida procede de comarca burgalesa de La Bureba.

## Biografía
José Cosmen estudió interno en el Colegio Apóstol Santiago de los Padres Jesuitas en Vigo y cursó peritaje industrial en la Escuela de Peritos Industriales de Gijón. En 1960, ALSA adquiere la empresa Cosmen de su padre, Secundino, y José Cosmen se incorpora a ALSA como accionista, expandiéndose y dando el salto, primero, al mercado nacional y, posteriormente, a mercados internacionales, como Marruecos o China. En 2005 ALSA es vendida a National Express y Cosmen pasa a ser accionista de la multinacional británica.
La Estación de autobuses de Oviedo lleva su nombre.
Su sobrino es el conocido cómico y escritor Pepe Colubi.

## Distinciones
- Medalla de Plata de Asturias (1994)
- Empresario del Año, elegido por Actualidad Económica (1995)
- Mejor Gestión Empresarial de España, elegido por la revista Futuro (1996)
- Medalla al Mérito de Transporte Terrestre, concedida por el Ministerio de Fomento (1997)
- El Ayuntamiento de Oviedo dio su nombre a la Estación de Autobuses (2000)
- Doctor honoris causa por la Universidad de Oviedo (2012)